# بن (چهارمحال و بختیاری)
بِن (Ben)، شهری ساحلی در کرانه زاینده‌رود است. این شهر، مرکز شهرستان بن در استان چهارمحال و بختیاری است. شهر بن به دلیل مجاورت با گرداب بن و سد زاینده‌رود و همچنین داشتن آب و هوای معتدل و طبیعت زیبا در بهار و تابستان یکی از مراکز مهم توریستی و گردشگری استان است.

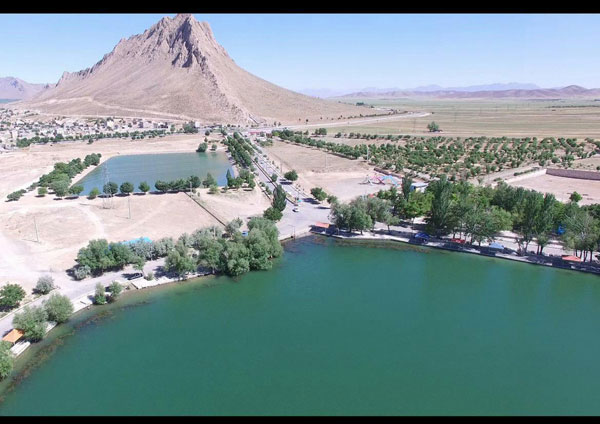
نمایی از شهر بن در کنار کوه جنگی و گرداب بن

این شهر زادگاه میرزا حبیب دستان بنی، معروف به میرزا حبیب اصفهانی است. او نخستین گردآورنده دستور زبان فارسی و از اولین روشنفکران دوره قاجار و مترجمان ایرانی است.

## جمعیت
بر پایه سرشماری عمومی نفوس و مسکن در سال ۱۳۹۵ جمعیت این شهر ۱۲٬۹۷۱ نفر (در ۴٬۰۴۹ خانوار) بوده است. هم‌اکنون جمعیت شهر بِن در حدود ۱۸۰۰۰ نفر است.

## موقعیت جغرافیائی
شهر بِن در ۲۵ کیلومتری شمال شهرکرد و درحاشیه جاده ای است که شهرکرد مرکز استان را به سد زاینده رود و از آنجا به داران و از طرف دیگر به استان مرکزی متصل می‌سازد، قرار دارد. این شهر بر روی عرض جغرافیایی ۳۲ درجه و ۳۳ دقیقه و طول جغرافیایی ۵۰ درجه و ۴۵ دقیقه قرار گرفته است و ارتفاع آن از سطح دریا ۲۲۰۰ متر می‌باشد. شهر بِن از شمال به سد زاینده رود، از جنوب به کوه بِن و روستای وردنجان، از غرب به کوه افغان و روستای لارک (لاطان) و از شرق به کوه شیراز و شهر سامان محدود می‌شود.

## زبان
مردم شهر بن به زبان ترکی تکلم می‌کنند.بر اساس تحقیقات انجام شده، گویش ترکی بِن با زبان ترکی آذری و تا حدودی ترکی استانبولی قرابت بسیاری دارد که این امر نشان دهنده این نکته است که اجداد مردمان بِن عشایر ترک‌زبانی بوده‌اند که در زمان حکومت صفویه برای تعدیل نیروی عشایر بومی منطقه چهارمحال در این مکان اسکان داده شده‌اند. همچنین در این تحقیقات به این نکته اشاره شده است که با توجه به گویش خاص مردم بِن انتساب آنها به عشایر ترک‌زبان قشقایی نادرست می‌باشد.

لهجه و تکلم ترکی در شهرستان بن تا حدود زیادی به لهجه ترک های آذری شمال غرب ایران ( خصوصا زنجان) شباهت دارد. علاوه بر آن وجود داستان ها و قصه های فرهنگ ترک های آذربایجانی همچون کور اوغلی در بین افراد سالخورده شهر بن این فرضیه را که ترک های بن اصالتی قشقایی نداشته و در زمان شاه عباس بزرگ صفوی و شاه صفی به عنوان سوارکاران و جنگجویان ماهر قزلباش در جهت حفاظت از پایتخت وقت ایران صفوی ( اصفهان) از آذربایجان به این منطقه نقل مکان نموده اند را تقویت می بخشد.

## نژاد
بر اساس تحقیقات انجام شده روی گویش ترکی بِن که با زبان ترکی آذری و تا حدودی استانبولی قرابت بسیاری دارد این موضوع را روشن کرده است که اجداد مردمان بِن عشایر آذری‌زبانی بوده‌اند که در زمان حکومت صفویه برای تعدیل نیروی عشایر بومی منطقة چهارمحال و بختیاری در این مکان اسکان داده شده‌اند همچنین در این تحقیقات به این نکته اشاره شده است که با توجه به گویش خاص مردم بِن انتساب آنها به عشایر ترک‌زبان قشقایی نادرست می‌باشد و احتمالاً اجداد اهالی بِن قسمتی از طوایف قزلباش (هفت طایفة ترک منطقة آذربایجان در زمان صفویه بودند که در زمان صفویه به این منطقه کوچ داده شده‌اند)
زبان و نژاد مردم شهر بن از ترک‌های اغوز و قزلباشی می‌باشد که به سبب نزدیکی به مردم قشقایی با اشتباه قشقایی نامیده می‌شود و دلیل این نیز تفاوت‌های تلفظ واژگانی در زبان دو طرف می‌باشد.
بنابر شواهد موجود و تطبیق قرائن تاریخی، ترک‌های ساکن در این منطقه و بخشی از شهرستان‌های اطراف آن (همچون شهرستان سامان یا شهرستان فریدن در غرب استان اصفهان) عمدتاً توسط سلسله صفویه و پس از انتخاب اصفهان به عنوان پایتخت صفویان، در این ناحیه اسکان داده شده‌اند. در واقع ایلات ترکی که بخش اصلی نیروهای حامی صفویان از ابتدای تشکیل این سلسله را تشکیل می‌دادند، به پاداش حمایت‌های خود و به منظور حفاظت از پایتخت صفویه به این منطقه وارد شدند و به مرور زمان از زندگی ایلی به زندگی یکجانشینی تغییر سوق پیدا کردند.

## تاریخ

### قدمت شهر بن
شهر بِن از جمله شهرهای قدیمی چهارمحال و بختیاری است. قبل از آنکه شهر بِن در این محل ایجاد گردد، اجداد و ساکنین فعلی در ادامه دره ای که هم‌اکنون شهر در آن موجود است و در نزدیکی امامزاده بابا پیر احمد ساکن بوده‌اند، از طرف دیگر با توجه به اینکه شهر بِن از جمله شهرهایی است که به دلیل مقاومت مردم آن در مقابل افغانها سقوط نمی‌کند می‌توان یقین یافت که این شهر در آن زمان از جمله نقاط آباد منطقه چهارمحال و بختیاری بوده است.

### پله‌های باستانی در کوه افغان
یکی از آثاری که قدمت شهر بن را بسیار قدیمی نشان می‌دهد پله‌هایی بسیار قدیمی در کوه افغان است که احتمال داده‌اند مربوط به دوره‌هایی است که مردم ایران زردشتی بوده‌اند. در مرتفع‌ترین بخش کوه افغان در حاشیه شهر بن و در امتداد دره ای موسوم به قالا دره سی (دره قلعه) مجموعه ای بی نظیر از آثار تاریخی ساخته دست بشر به چشم می‌خورد که دیواره ای صعب العبور را به قله می‌رساند. این پله‌ها که در لابلای صخره‌های کوه افغان پنهان شده‌اند و بدون راهنما دسترسی به آنها ممکن نیست بالغ بر پانصد پله سنگی را متشکل می‌شوند که به صورت مارپیچ دامنه کوه را به قله و منتهی می‌کنند. در انتهای مسیر پله‌ها و در تخت قلهٔ کوه آثاری از یک اتاق بزرگ به صورت سنگ‌تراش و یک اتاق کوچک‌تر و همچنین تکه‌های فراوانی از سفال به چشم می‌خورد. بنا به نظر بسیاری از کارشناسان آثار مورد بحث از قدمت چند هزار ساله برخوردار بوده ومکان مزبور آتشگاه یا عبادتگاه بوده است.

### حماسه ایستادگی در برابر حمله محمود افغان
مردم قریه بزرگ بن اصفهان، نزدیک پایتخت نه در مدت محاصره و نه پس از سقوط آن در برابر حمله افغان‌ها به اصفهان، سر تسلیم فرود نیاوردند و تمام دستجات افغانی را که از طرف محمود برای سرکوبی مردم قریه گسیل گشته بودند شکست داده، منهدم کردند. سرانجام سردار افغانی با روستائیان بن اصفهان صلح شرافتمندانه‌ای منعقد کرد. محمود که مایل بود بهانه‌ای به دست آورده پیمان صلح را نقض ومردم بن را قلع و قمع کند جاسوسان خویش را مخفیانه به این قریه اعزام کرد وآنها را مأمور ساخت کاری کنند که مردم قریه نخست پیمان را بشکنند ولی روستائیان قریه جاسوسان را خفه کرده جنازه آنان را نزد محمود فرستادند.
از مهم‌ترین رویدادهای تاریخی مستند شهر بِن که توسط تاریخ نگارانی همچون لارنس لاکهارت، کروسینسکی و پطروشفسکی ذکر شده است، می‌توان به مقاومت مردم بِن در حوادث مربوط به اشغال ایران توسط افغان‌ها اشاره کرد که برخی آثار آن همچون کتیبه و قلعه محمود افغان و قنات‌های ویران شده در اطراف شهر به جای مانده است.
بعد از ظهور نادرشاه افشار، او به همراه مردم، با توپ‌های جنگی به پناهگاه‌های افغان‌ها شلیک کرد که آثار آن بر کوه افغان برجا مانده است از جمله حفره‌ای بزرگ و فروریختن صخره‌ها، که به خوبی مبین برخورد گلوله توپ است. افاغنه چاره را در این می‌دیدند که به نقاط مرتفع تر بروند و اقدام به کندن پلکان بلندی نموده‌اند (که امروزه به پلکان تاریخی افغان معروف است) تا از شر گلوله توپ‌ها در امان باشند و در نهایت آنان را وادار به فرار کرد.

### مکان‌ها و محلات قدیم
از محلات قدیمی بن می‌توان به محله بازار قدیم واقع در جوار سیل‌بند مرکزی شهر، محله قوزی یا سایه کوه، تپه سیاه (قرایال) و قبرستان قدیم اشاره نمود.

## وجه تسمیه نام شهر بن
توجه در ریشه لغوی و وجه تسمیه شهر بِن نیز تا حدودی واقعیت را روشن می‌سازد افراد مسن و سالخورده محلی در مورد وجه تسمیه این شهر می‌گویند شهر بِن از نظر موقعیت جغرافیائی در محدوده ای بین حوزه نفوذ خوانین بختیاری و خوانین قشقائی بوده است و از این نظر به «بین» معروف بوده که به مرور کلمه «بین» به «بِن» تغییر شکل داده است بعضی دیگر هم معتقدند کلمه بِن از لغت بُن به معنی ریشه آمده است بدین معنی که چون شهر بِن در دامنه کوه قرار گرفته در قدیم می‌گفتند که شهری که در بُن کوه قرار گرفته است.
اما طبق پژوهش ها ، واقع بینی و مستندات شفاهی وجه تسمیه زیر با توجه به فرهنگ و زبان ترکی صحیح تر است.
تلفظ درست نام این شهر که میان ترک زبانان جاری است به صورت "بین" بوده که در اشعار قدیم و مکتوبات هم به همین شکل ثبت شده ولی  در گذر زمان  و بیشتر میان فارس زبانان اطراف "بِن" نامیده شده.

کلمه (بین) در ترکی استانبولی و آذری ( ریشه مردمان بن)  به معنی هزار است و در ترکی شرق آسیا و قشقایی "مین" هم خوانده می شود. 
بنابراین با توجه به حضور و اسکان هزار  جنگجوی ترک آذری  در زمان انتقال مرکز حکومت امپراطوری صفویان به اصفهان  در این قریه بزرگ که ساکنان از قبل بومی داشته ،  کلمه "بین"  چیزی شبیه تیپ امروزی به مرور میان مردم منطقه متداول شده است.
پس بین در اصل اشاره به محل اسکان هزار جنگجو دارد.

## موقعیت طبیعی
شهر بن در دامنه شرقی رشته کوه‌های زاگرس مرکزی قرار گرفته است و حدود ۲۲۰۰ متر از سطح دریا ارتفاع دارد. این شهر و باغات آن بر روی دشت بن قرار گرفته است.

### ۱ - کوه افغان به زبان محلی غوقان
کوه افغان در غرب شهر بن قرار دارد. کوهی است طولانی، سرسبز و سردسیر. که در دامنه این کوه چشمه‌های آب سرد و گوارا جاری می‌باشد که این کوه به باغات این چشمه مشرف می‌شود. در ابتدای این کوه گرداب واقع شده است در این کوه آب انباری توسط افغانها ساخته شده است.

### ۲-کوه شیراز
این کوه در سمت جنوب شرقی شهر بن قرار دارد. که سه چهارم آن در املاک بن قرار دارد و از شمال شرقی این کوه به املاک سامان محدود می‌شود. روایت شده است که: شخص دامداری در این کوه گوسفند چرانی می‌کرده است و یک روز متوجه می‌شود بزی از گله جدا شده در شکاف سنگی داخل می‌شود و از آب آن می‌نوشد بعد از آن اتفاق شبان هر روز برای نوشیدن آب به آنجا می‌رفت تا یک روز برای اینکه بداند عمق آب چقدر است نی را در داخل آب می‌کند و آب نی را با خود می‌برد. یک سال بعد نی را در بازار شیراز می‌بیند و خواستار آن می‌شود داستان به خان شیراز می‌رسد و او را می‌خواهند خان شیراز چند نفر از مباشران خود را همراه چوپان به محل عبور آب می‌فرستد و به مباشران می‌گوید وقتی آنجا را یافتید چوپان را بکشید تا جریان سرچشمه آب پنهان بماند. روایت دیگر می‌گوید طایفه ای از اتابکان فارس به این محل آمده و این کوه را ییلاق خود قرار داده و از این جهت کوه را کوه شیراز می‌گویند.

### ۳- کوه جنگی بن
کوه جنگی در جنوب شهر بن قرار دارد. کوهی است مرتفع که سنگر سوق الجیشی مردمان بن در زمان حمله متجاوزان به این شهر بوده است و در جنوب کوه مزبور زمینهای مرغوب و زراعتی می‌باشد که شاه نشین می‌نامیدند و به روایت دیگر عده ای از طایفه اتابکان زمینهای این بخش را پایتخت خود قرار دادند و چون این زمینها مورد قبول واقع نشد زمینها را ترک کردند.

## پیشه
در این شهر اشتغال در صنعت، باغداری و دامپروری رواج دارد. اراضی و باغات دشت بن که یکی از بزرگ‌ترین دشتها و باغات استان چهارمحال و بختیاری است از طریق بیش از ۱۵۰ رشته قنات و ۷۰ حلقه چاه نیمه عمیق و عمیق مشروب می‌شود. همچنین کارخانه گازکربنیک (CO2) بن یکی از نقاط مهم گازکربنیک ایران می‌باشد.

### هنر قالی بافی در بن
هنر قالیبافی از دیرباز همراه با کشاورزی در بن رونق داشته است، قالی‌های بن با استفاده از گره ترکی بافته می‌شوند و رج شمار آن‌ها پایین است. شایان ذکر است که یکی از بزرگ‌ترین قالی‌های دستباف جهان (در زمان خود) در بن بافته شده است. دنیل پرل، خبرنگار وال استریت ژورنال، در گزارش خود در سال ۱۹۹۷ میلادی می‌نویسد که این قالی توسط ۸۴ زن بافته می‌شود و دارای مساحتی حدود یک سوم هکتار (سه هزار متر مربع) است و می‌تواند قیمتی تا یک میلیون دلار داشته باشد.

## جاذبه‌های گردشگری

### طبیعت گردی و کوه‌نوردی

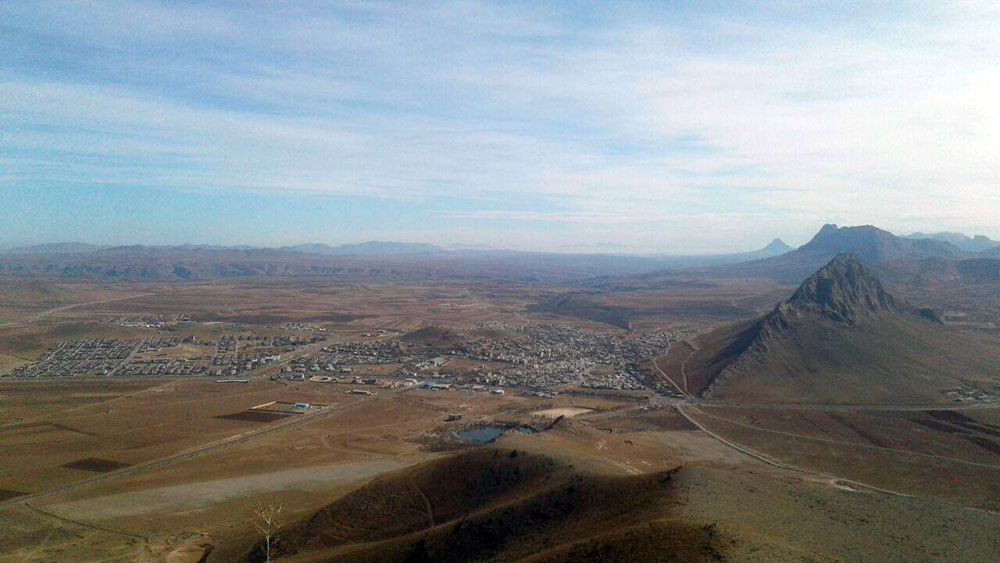
نمایی از بالای کوه افغان به شهر بن و کوه جنگی - استان چهارمحال و بختیاری - ایران

یکی از جاذبه‌های گردشگری شهر بن و همچنین اطراف این شهر، طبیعت زیبای اطراف این شهر است که برای طبیعت گردی و کوه‌نوردی بسیار مناسب است که در موقع بهار و تابستان موقعیت این فعالیت فراهم می‌گردد. اطراف این شهر سه کوه وجود دارد (کوه شیراز، افغان، جنگی). هر کدام از این سه کوه ویژگی‌های خاص خود را دارند و چشمه‌های این کوه‌ها در هنگام بهار و در بعضی سال‌ها در تابستان جاری است. کوه جنگی بن برای صخره‌نوردی نیز موقعیت مناسبی دارد.

### آداب و رسوم دهه محرم

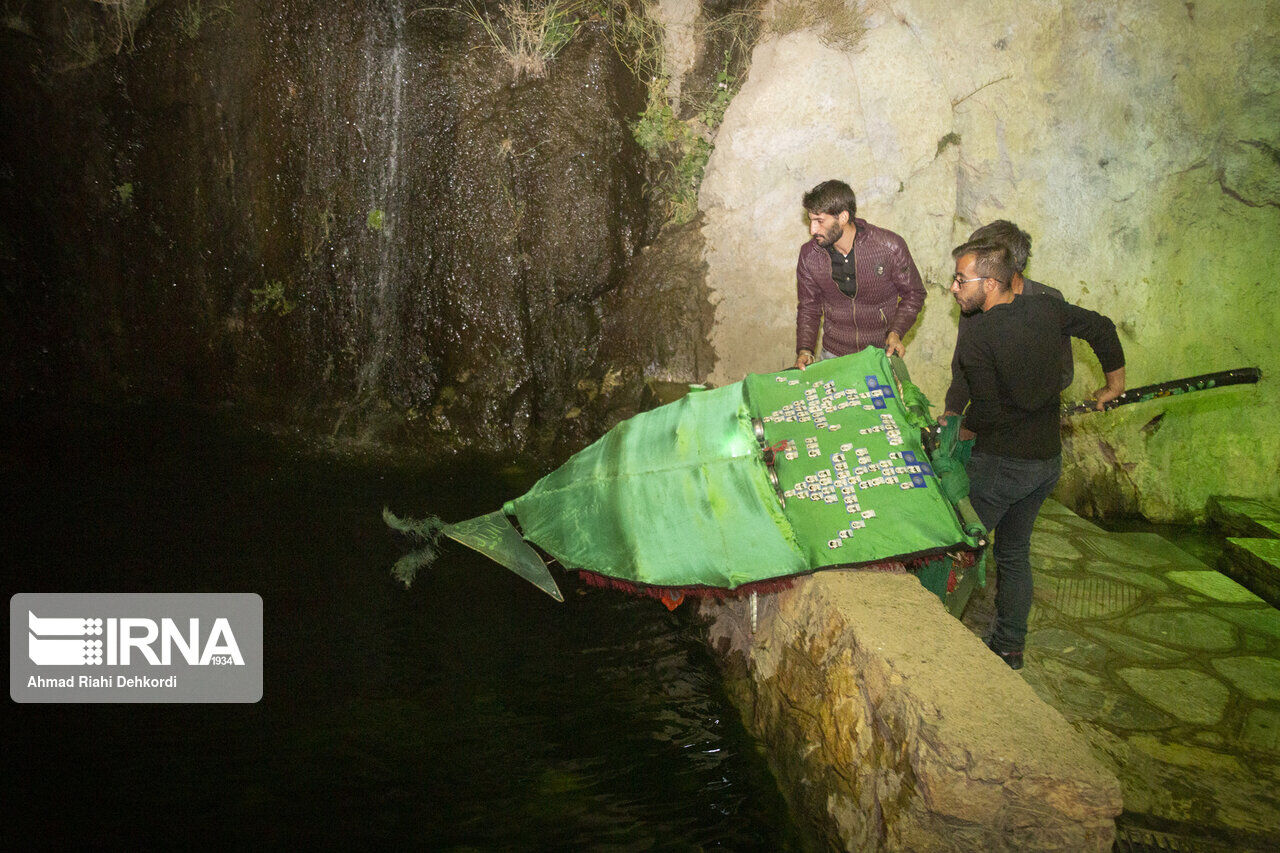
آیین عزاداری فرو بردن عَلَم در آب چشمه گرداب بن در دهه محرم - شهر بن - استان چهارمحال و بختیاری - ایران

امروزه یکی از جاذبه‌های گردشگری و مذهبی شهر بن، مراسم عزاداری در دهه محرم است که به دلیل مراسم‌های مخصوص به خود و جالب توجه، گردشگران زیادی را به خود جلب می‌کند این مراسم‌ها به خصوص در صبح روز عاشورا جذابیت بیشتری دارند که با علم گردانی و زدن سر علم‌ها در آب گرداب بن انجام می‌شود. همچنین در روزهای پیش از شروع دهه محرم شهر بن تبدیل به شهر علم‌ها می‌شود و جلوه خاصی دارد. آیین‌های عزاداری حسینی مردم بن شامل "فرو بردن عَلَم در آب"، "گِل‌زنی (گِل‌مالی)" و "آقا سلام" از سنت‌های دیرین مردم این خطه از چهارمحال وبختیاری است که همزمان با روز عاشورا در سوگ حسین بن علی امام سوم شیعیان انجام می‌دهند و در نیمه شب عاشورا برگزار می‌شود.

### مکان‌های گردشگری
1. گرداب بِن:آلاچیق‌های زیبا و امکانات قایق‌سواری، آب گوارای چشمه دامنه کوه و نزدیکی به شهر بن مسافران انبوهی را از سراسر ایران به این منطقه جذب می‌نماید.[۱۶][۱۷]
2. آرامگاه بابا محمود شعیب
3. امام زاده باباپیراحمد بن

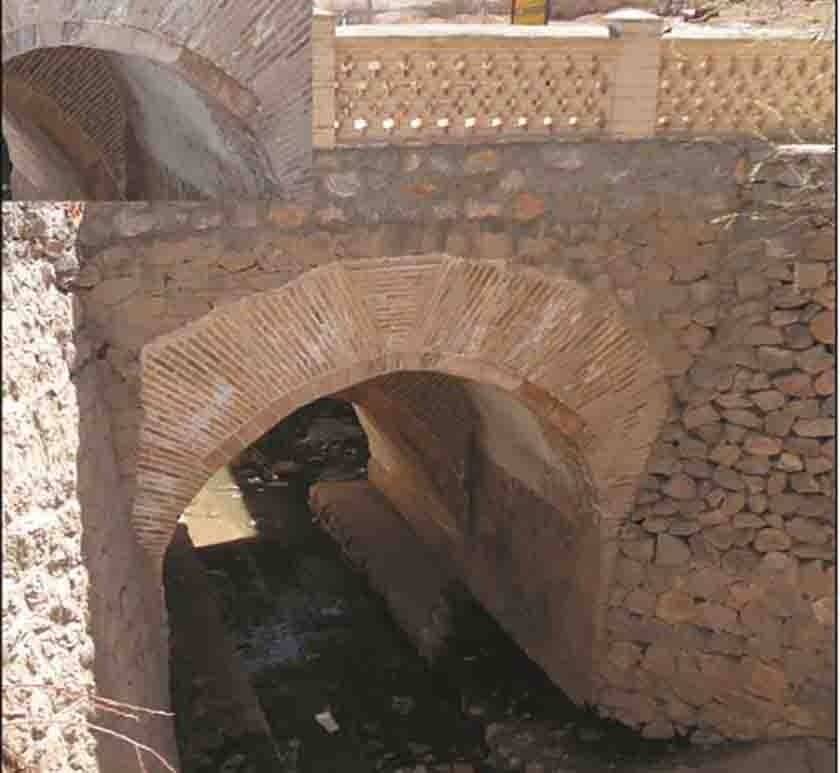
پل تاریخی حاج الله یار از دوره قاجار در شهر بن - استان چهارمحال و بختیاری

4. پل تاریخی حاج الله یار از دوره قاجار در شهر بن - استان چهارمحال و بختیاریپل حاج الله یار با قدمت حدود ۴۰۰ سال
5. پل حاج مهدی با قدمت حدود ۳۰۰ سال
6. گؤنی حامام (حمام رو به آفتاب)
7. کوه افغان بن و بقایای باقی‌مانده از حمله افغان‌ها
8. رودخانه بوکا و باغات درازدره و باغاتی با نام: گونی باغ، قاراتینگه، ماقارآشنا، آق بولاغ چینه و …
9. پارک ملت شهر بِن
10. تندیس یادبود میرزا حبیب دستان بِنی
11. درختان گردوی چندصاله درباغات درازدره
12. قنات‌های تاریخی چندصدساله[۵]

از سایر مکان‌های گردشگری و مذهبی شاخص اطراف شهر بن و شهرستان بن می‌توان به موارد زیر اشاره کرد:
1. سد زاینده رود در یانچشمه
2. امامزاده سید محمد در بارده
3. امامزاده سید بهاءالدین محمد در شیخ شبان
4. پیست اسکی در بارده
5. قلعه محمدحسن خان بختیاری در بارده
6. حاشیه زاینده رود در روستای آزادگان
7. پبیست اسکی در شیخ شبان
8. منطقه شکار ممنوع شیدا
9. زیارتگاه امامزاده حارث بن علی جمالو[۵]

## سوغات شهر بن
عمده فعالیت شهر بن، باغداری و دامپروری است به همین دلیل سوغات شهر بن شامل انواع لبنیات مانند ماست، دوغ، پنیر، کره، روغن حیوانی، کشک، قارا و شیر است و همچنین پولکی، نبات، گردو، بادام، انگور، هلو، آلوچه و سبزیجات معطر کوهی از دیگر سوغاتی‌های شهر بن هستند.

## مشاهیر

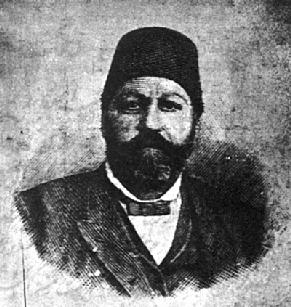
میرزا حبیب دستان بِنی از مشاهیر شهر بن

میرزا حبیب دستان بِنی معروف به میرزا حبیب اصفهانی ازمشاهیر این دیار است. میرزا حبیب را پیشگام تدوین دستور زبان امروزی برای زبان فارسی دانسته‌اند. او نخستین کسی است که کلمه «دستور» را با عنوان کتابی دربارهٔ قواعد زبان فارسی به‌کار برده و این قواعد را از عربی جدا و آن‌ها را از دایره تقلید از صرف و نحو عربی بیرون برده است. براساس اطلاعات موجود، او نخستین کسی بوده که اجزای کلام را در زبان فارسی بررسی و طبقه‌بندی کرده است، هرچند که خود را مبتکر این طبقه‌بندی نمی‌داند. میرزا عبدالعظیم قریب از الگوی او پیروی کرده است. دستور سخن (استانبول ۱۲۸۹)، دبستان فارسی (استانبول ۱۳۰۸)، خلاصه رهنمای فارسی (استانبول ۱۳۰۹) و رهبر فارسی (استانبول ۱۳۱۰) کتابهایی است که میرزا حبیب برای آموزش دستور زبان فارسی تألیف کرده است. همچنین وی از پیشگامان ترجمه، تحقیق، تصحیح متون، روزنامه‌نگاری و … است. کتاب ترجمه حاجی بابای اصفهانی او بسیار معروف است و از نظر نثر یک نمونه کم‌نظیر است. میرزا حبیب در بورسای ترکیه به خاک سپرده شده است.

## شخصیت‌های مهم
مرحوم حاج سید محمد مرتضوی از شخصیت های برجسته معنوی این شهر در دهه های اخیر بود که از ارکان مراسم آقا سلام به شمار می رفت.
شاعرانی از جمله مرحوم حسین آمان هم شاعر معاصر این شهر است.

محسن حسین میرزایی: معاون سیاسی، امنیتی و اجتماعی استاندار چهارمحال بختیاری در دولت سیزدهم و فرماندار سابق گلپایگان و صادق سلیمی از جمله شخصیت های سیاسی در دو دهه اخیر بوده اند.